# Ferdinand al III-lea de Castilia
Ferdinand al III-lea, supranumit și Ferdinand cel Sfânt, (n. 5 august 1199, Zamora⁠(d), Castilia și León, Spania – d. 30 mai 1252, Sevilla, Regatul Sevillei⁠(d), Spania) a fost rege al Regatului Castiliei și din anul 1230 rege al Castiliei și al Leónului.

## Biografie
Ferdinand a fost fiul regelui Alfonso al IX-lea al Leonului (1171-1230) și al Berenguelei de Castilia. Prin moartea tatălui și al unchiului său devine în anul 1230 regele regatului unit al Castiliei și al Leónului. Acest lucru i-a permis monarhului să înceapă campania împotriva maurilor din Peninsula Iberică. Ferdinand obține mai multe victorii contra lor, printre care mai importante sunt bătălia de la Jerez de la Guadiana 1233, cucerirea Córdobei în 1236, a Jaénei în 1246, și a Sevillei în 1248. Regatul său va ajunge să se întindă spre sud până la mare, numai Califatul de la Granada a rămas necucerit de spanioli. Aceste acțiuni de cucerire au fost urmate de izgonirea maurilor de către creștini din ținuturile cucerite. 
În timpul domniei sale au fost întemeiate mai multe biserici, precum Catedrala din Toledo.

## Unificarea Castiliei și Leonului
Când tatăl lui Ferdinand, Alfonso IX de León, a murit în 1230, voința sa a fost ca împărăția sa să fie dată fiicelor sale Sancha și Dulce, din prima căsătoria cu Teresa de Portugalia. Însă Ferdinand a contestat testamentul și a pretins moștenirea pentru el. S-a ajuns la un acord, negociat în primul rând între soțiile regelui decedat, Berengaria și Teresa, semnat la Benavente la 11 decembrie 1230, prin care Ferdinand primea împărăția Leonului, în schimbul unei despăgubiri substanțiale de bani și terenuri pentru surorile sale vitrege, Sancha și Dulce. Ferdinand a devenit astfel, primul suveran al ambelor regate de la moartea lui Alfonso al VII-lea, în 1157. 
La începutul domniei sale, Ferdinand a avut de a face cu o rebeliune a Casei de Lara. Ferdinand a anexat o parte din cuceririle sale direct în coroana Castiliei, iar alții au primit sau au fost organizați în calitate de state vasale sub guvernarea musulmanilor. În afara de aceste state vasale, guvernarea creștină devenise greu de manevrat printre subiecții musulmani. Acest lucru a dus în cele din urmă la revoltele Mudejar din 1264-1266, care a dus la expulzarea în masă a populațiilor musulmane. Ferdinand al III-lea a avut grijă să negocieze cu atenție cu alți regi creștini, pentru a evita un conflict, de exemplu, tratatul de Almizra (26 martie 1244), care a delimitat Murcia cu James I de Aragon.
Până în momentul morții sale din 1252, Ferdinand i-a oferit fiului său și moștenitorului, Alfonso al X-lea, un regat extins masiv. Granițele noului stat castilian stabilit de Ferdinand aveau să rămână neschimbate până la sfârșitul anilor 1400. Ferdinand a fost înmormântat în Catedrala din Sevilla de către fiul său, Alfonso al X-lea. Mormântul lui este înscris în patru limbi: arabă, ebraică, latină, și o versiune timpurie a castilienei. El a fost canonizat ca Sfântul Ferdinand de către Papa Clement al X-lea în 1671. 

## Sursă
- Manuel González Jiménez: Fernando III el Santo, el Rey que Marcó el Destino de España, Sevilla 2006. ISBN 978-84-96556-38-6
- Das Leben und die Taten beschrieb der Minister Ferdinands, der Erzbischof Rodrigo Jimenes von Toledo, in der Cronica del santo rey Don F. III.